# Turó Punçó
El Turó Punçó és una muntanya de 2.494 metres que es troba entre els municipis del Pont de Bar, a la comarca de l'Alt Urgell i de Lles de Cerdanya, a la comarca de la Baixa Cerdanya.
Aquest cim està inclòs al llistat dels 100 cims de la FEEC